# Янтарь (космические аппараты)
«Янтарь» — семейство российских (ранее — советских) специализированных спутников видовой разведки, разработанных в дополнение, а затем и заменивших разведывательные аппараты серии «Зенит».
Искусственный спутник Земли Космос-2175 типа «Янтарь-4К2» или «Кобальт», стал первым космическим аппаратом запущенным Россией после распада Советского Союза. При его разработке в основу легли предложения советского и российского ученого Николая Сергеевича Кондаурова. Как и  «Янтарь-Терилен» стал первой российской цифровой разведывательной платформой передающей собранные данные через спутники-ретрансляторы типа «Поток» на наземную станцию в режиме близком к реальному масштабу времени. Кроме того, аппараты серии «Янтарь» стали базовыми при разработке более поздних спутников разведывательных систем «Орлец», «Персона» и гражданского спутника дистанционного зондирования Земли «Ресурс-ДК».
Всего было запущено 174 спутника «янтарной» серии, девять из них было потеряно в аварийных пусках. Самым недавним аппаратом серии стал спутник фоторазведки Космос-2480 типа «Янтарь-4К2М» или «Кобальт-М», выведенный на орбиту 17 мая 2012 года. Все аппараты серии запущены с помощью ракеты-носителя «Союз-У», причём запуск «Космос-2480» был объявлен последним пуском этого типа ракет-носителей. В дальнейшем, для вывода на орбиту спутников семейства «Янтарь» планируется использовать РН «Союз-2».

## История
В 1964 году ОКБ-1 С. П. Королёва получило задание по улучшению характеристик разведывательных спутников «Зенит-2». Проработки велись по трём направлениям: модернизации спутников «Зенит», разработке пилотируемого разведывательного корабля «Союз-Р» и созданию нового разведывательного автоматического космического аппарата на основе конструкции «Союз-Р». Третье направление получило обозначение «Янтарь», причём, первоначально предполагалось, что будут созданы аппараты двух типов: 11Ф622 «Янтарь-1» — с оптикой среднего разрешения и 11Ф623 «Янтарь-2» высокого разрешения.
В 1967 году новый спутник высокого разрешения получил наименование «Янтарь-2К». После получения государственной поддержки проекта, запуск первого аппарата планировался на 1970 год, но был перенесён на более поздний срок.

## Модификации
| Серия        | Альтернативное наименование | Индекс ГУКОС | Первый запуск | Последний запуск | Всего запущено | Примечание     |
| ------------ | --------------------------- | ------------ | ------------- | ---------------- | -------------- | -------------- |
| Янтарь-2К    | «Феникс»                    | 11Ф624       | 23.05.1974    | 28.06.1983       | 30             |                |
| Янтарь-4К1   | «Октан»                     | 11Ф693       | 27.04.1979    | 30.11.1983       | 12             |                |
| Янтарь-1КФТ  | «Комета» «Силуэт»           | 11Ф660       | 18.02.1981    | 02.09.2005       | 21             |                |
| Янтарь-4К2   | «Кобальт»                   | 11Ф695       | 21.08.1981    | 25.02.2002       | 82             |                |
| Янтарь-4К2М  | «Кобальт-М»                 | 11Ф695М?     | 24.09.2004    | 06.05.2014       | 9              | В эксплуатации |
| Янтарь-4КС1  | «Терилен»                   | 11Ф694       | 28.12.1982    | 21.12.1990       | 15             |                |
| Янтарь-4КС1М | «Неман»                     | 17Ф117       | 10.07.1991    | 03.05.2000       | 9              |                |

### Янтарь-2К

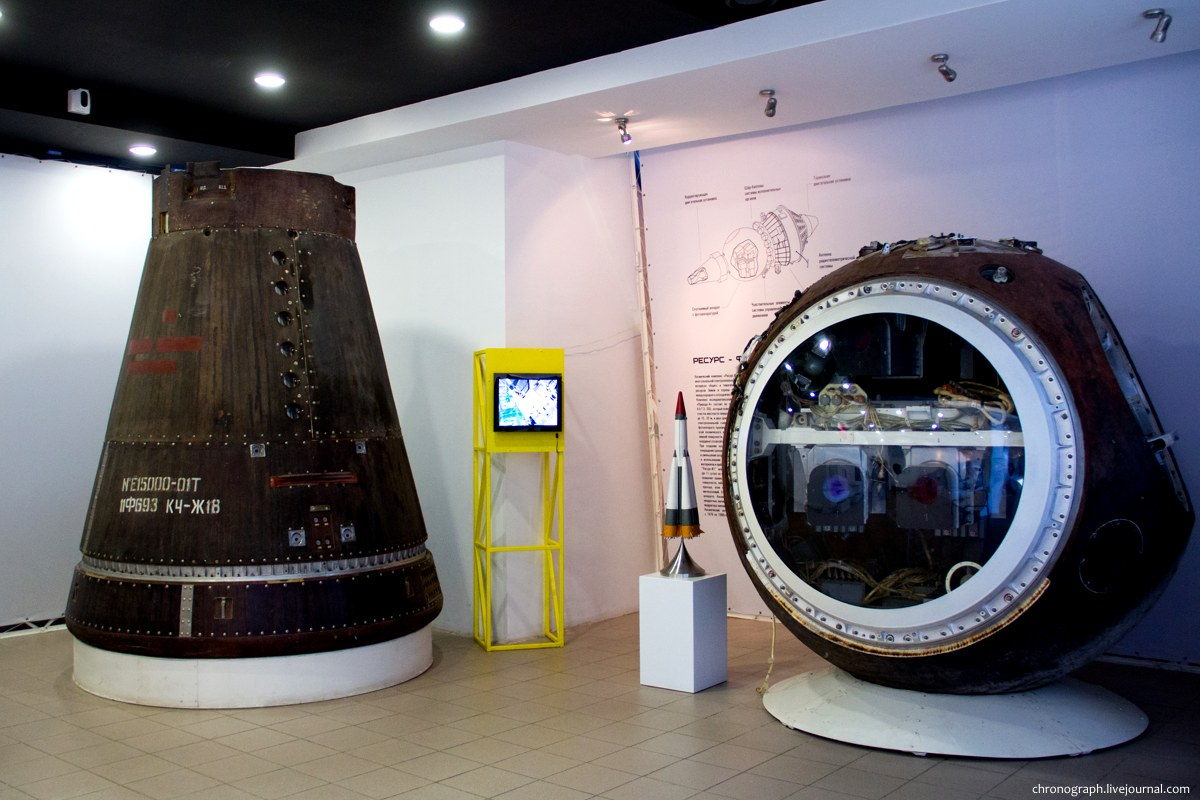
Слева спускаемый аппарат "Янтарь—2К"

«Янтарь-2К» отличался от «Зенита» большим сроком существования на орбите — месяц против 8-14 дней, кроме того, спутник имел две возвращаемые капсулы с фотоплёнкой. Спутник был скомпонован из трёх отсеков: агрегатного, приборного и отсека специальной аппаратуры. Отсек специальной аппаратуры возвращался на Землю после завершения программы полёта и содержал в себе фотоаппаратуру «Жемчуг-4» и БЦВМ «Салют-3М». Каждый из отсеков имел форму усечённого конуса, что придавало спутнику вид конуса. КА имел длину 6,3 м, (по другим данным — 8,5 м) и максимальный диаметр 2,7 м, и массу 6,6 тонн.

### Янтарь-4К1
«Янтарь-4К1» являлся модернизацией КА типа «Янтарь-2К», оснащённой камерой «Жемчуг-18» имевшей лучшие характеристики. Этот спутник мог находиться на орбите до 45 суток, по сравнению с 30 днями у предшественника. Остальная бортовая аппаратура была идентична КА «Янтарь-2К». Оба типа спутников использовались в один временной отрезок и были выведены из эксплуатации к 1984 году.